# Nephtheis
Nephtheis is een monotypisch geslacht van zakpijpen uit de familie van de Clavelinidae.

## Soorten
- Nephtheis fascicularis (Drasche, 1882)